# Schefflera actinophylla
Espèce
Schefflera actinophylla est une espèce de plantes à fleurs de la famille des Araliaceae. C'est un arbre originaire de la forêt pluviale et de la forêt galerie d'Australie, de Nouvelle-Guinée et de Java.
En raison de la forme de son feuillage, il est parfois appelé Arbre ombrelle. A l'île de La Réunion et à Tahiti, on l'appelle Arbre pieuvre.
Actinophylla signifie étymologiquement « feuilles rayonnantes » (phyllo-, grec ancien φύλλον, phýllon, « feuille », et actino-, du grec ancien ἀκτῖνος, aktînos, génitif singulier de ἀκτίς, aktís, « rayon »).

## Synonymes
- Brassaia actinophylla Endl. (1839)
- Heptapleurum actinophyllum (Endl.) Lowry & G.M.Plunkett (2020)

## Description

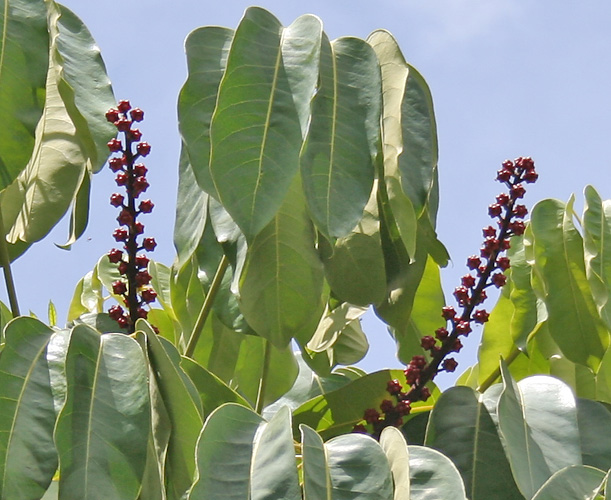
Arbre avec bourgeons floraux.

### Port

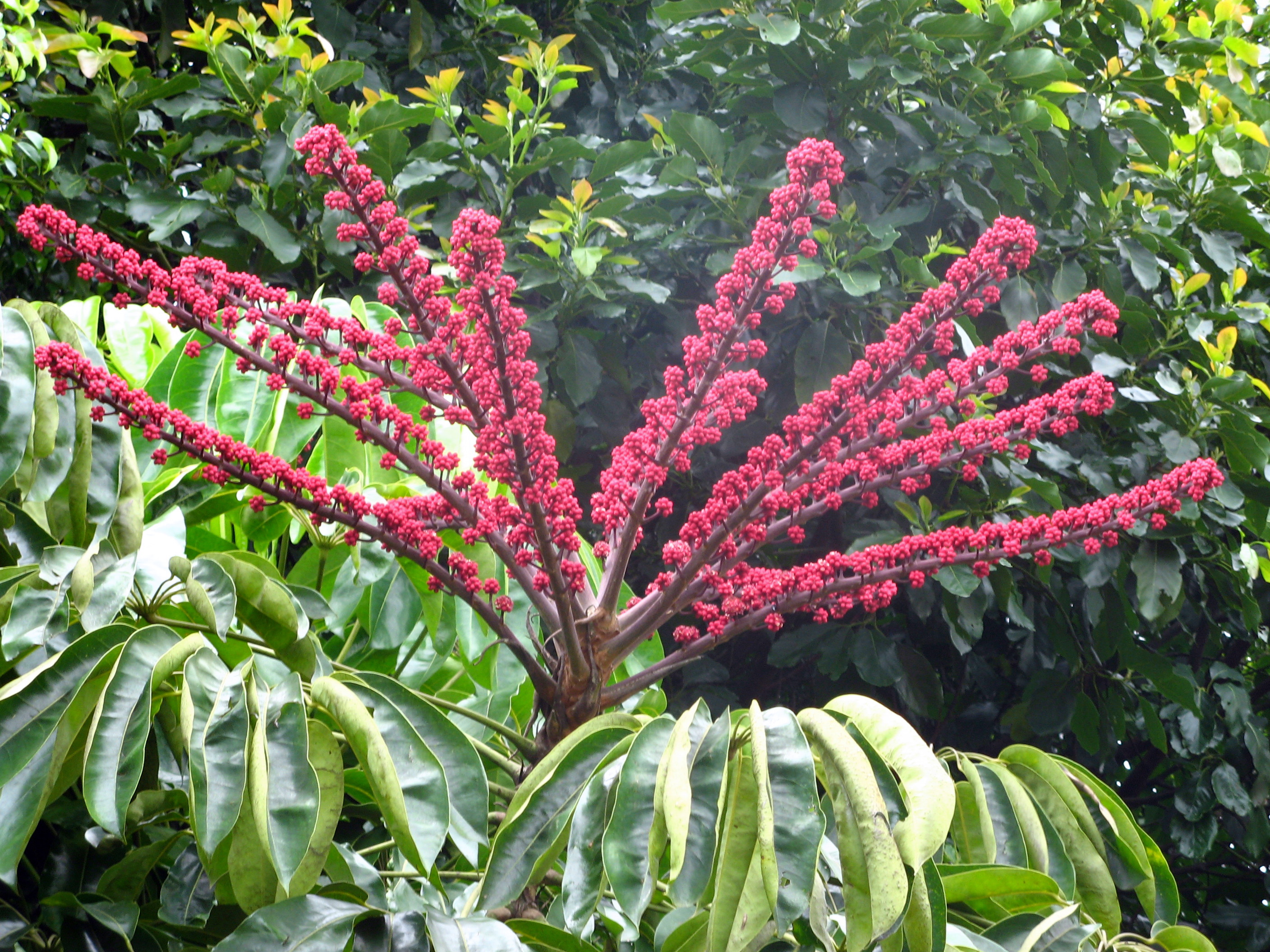
Arbre en fleurs.

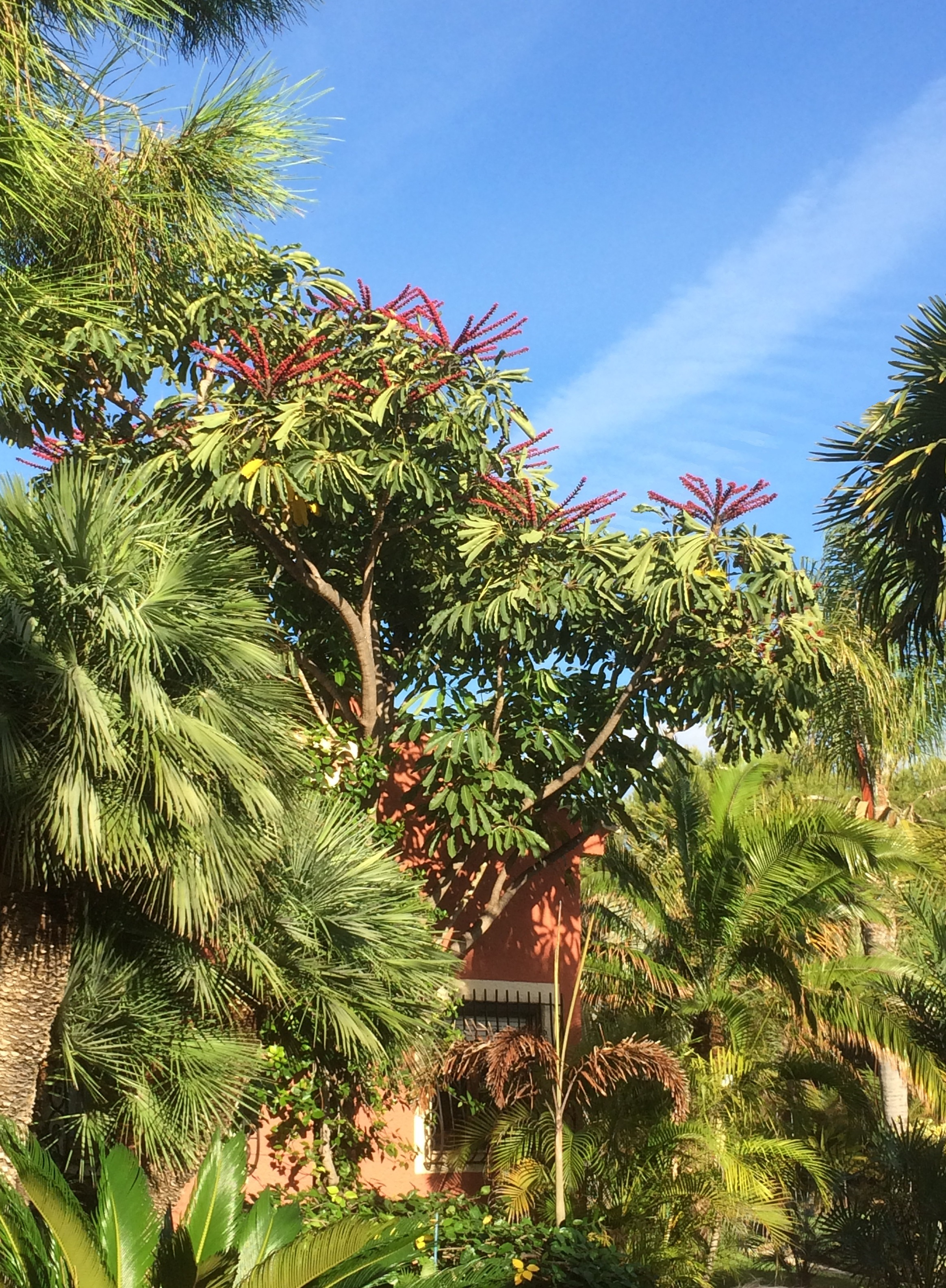
Aspect général.

Schefflera actinophylla est un arbre pouvant atteindre 15 m de haut. Il est souvent à tronc multiples.
Il pousse parfois en épiphyte sur d'autres arbres de la forêt pluviale.

### Feuilles
Les feuilles sont regroupées par groupe de cinq à neuf folioles. Le nombre de folioles est plus important sur les feuilles âgées.
Les feuilles sont persistantes.

### Fleurs
Il produit des grappes de fleurs pouvant atteindre deux mètres de long et contenir jusqu'à un millier de petites fleurs rouges. La floraison commence au début de l'été austral (décembre à mars) et dure plusieurs mois.
Les fleurs produisent de grandes quantités de nectar qui attirent certains oiseaux (loriquets en Nouvelle-Calédonie) et animaux, tels que le Rat-kangourou, des marsupiaux comme le Pademelon à pattes rouges (Thylogale stigmatica) et des chauves-souris telles que Pteropus.

## Culture
Schefflera actinophylla est cultivé comme plante d'ornementation dans les climats tempérés ou chauds. Il ne fleurit pas en culture[réf. nécessaire].
Il se multiplie par bouturage ou semis. Il préfère les sols bien drainés et n'a besoin que d'arrosage et d'engrais modérés[réf. nécessaire].
Il a besoin de beaucoup d'air et de lumière. En climat tempéré, il gagne à être installé à l'extérieur en été, mais doit être rentré avant les premiers froids[réf. nécessaire].
La température d'hivernage idéale est entre 12 et 18 °C. Plus basse, elle entraîne la chute des feuilles. Plus élevée, elle provoque l'étiolement et les attaques de cochenilles.

## Caractère invasif
Dans la nature et dans des conditions favorables, comme en Floride et à Hawaï, il devient une plante invasive.
En Nouvelle-Calédonie, où il a été introduit à des fins ornementales et où il est assez commun dans les jardins, en particulier à Nouméa, Schefflera actinophylla présente un risque invasif modéré. Il apparaît sur la liste secondaire des espèces à risque d'un rapport de l'IRD. Le Code de l'environnement de la Province Sud interdit l’introduction dans la nature de cette espèce ainsi que sa production, son transport, son utilisation, son colportage, sa cession, sa mise en vente, sa vente ou son achat.

## Images

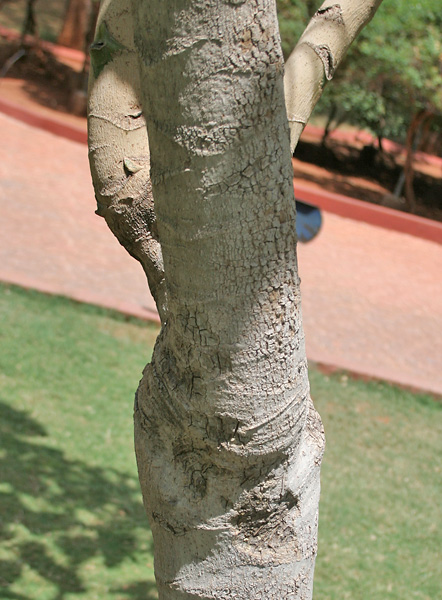
Détails du tronc.
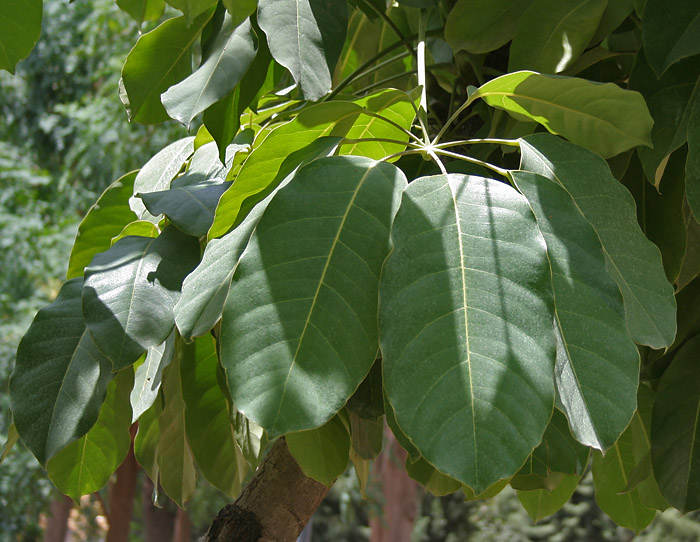
Détails des feuilles.
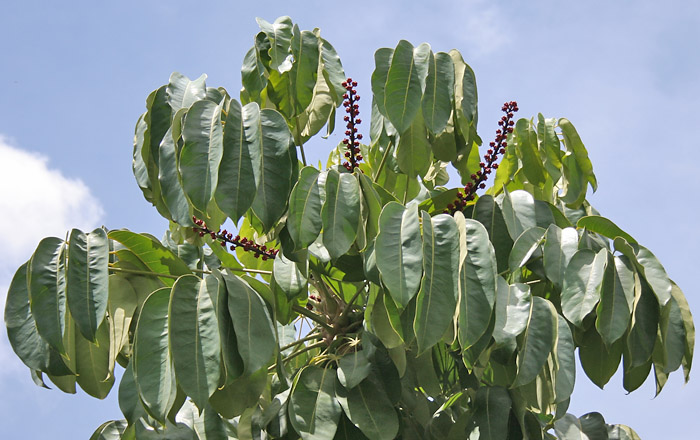
Vue de la canopée.
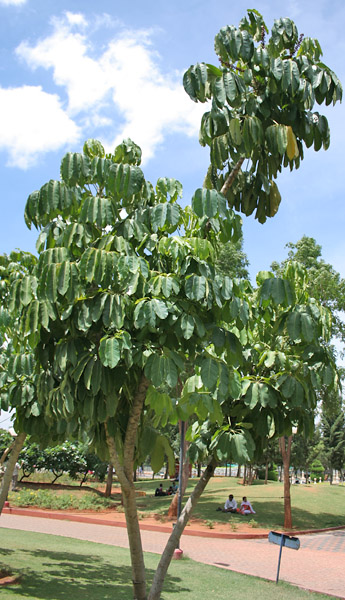
Vue générale.
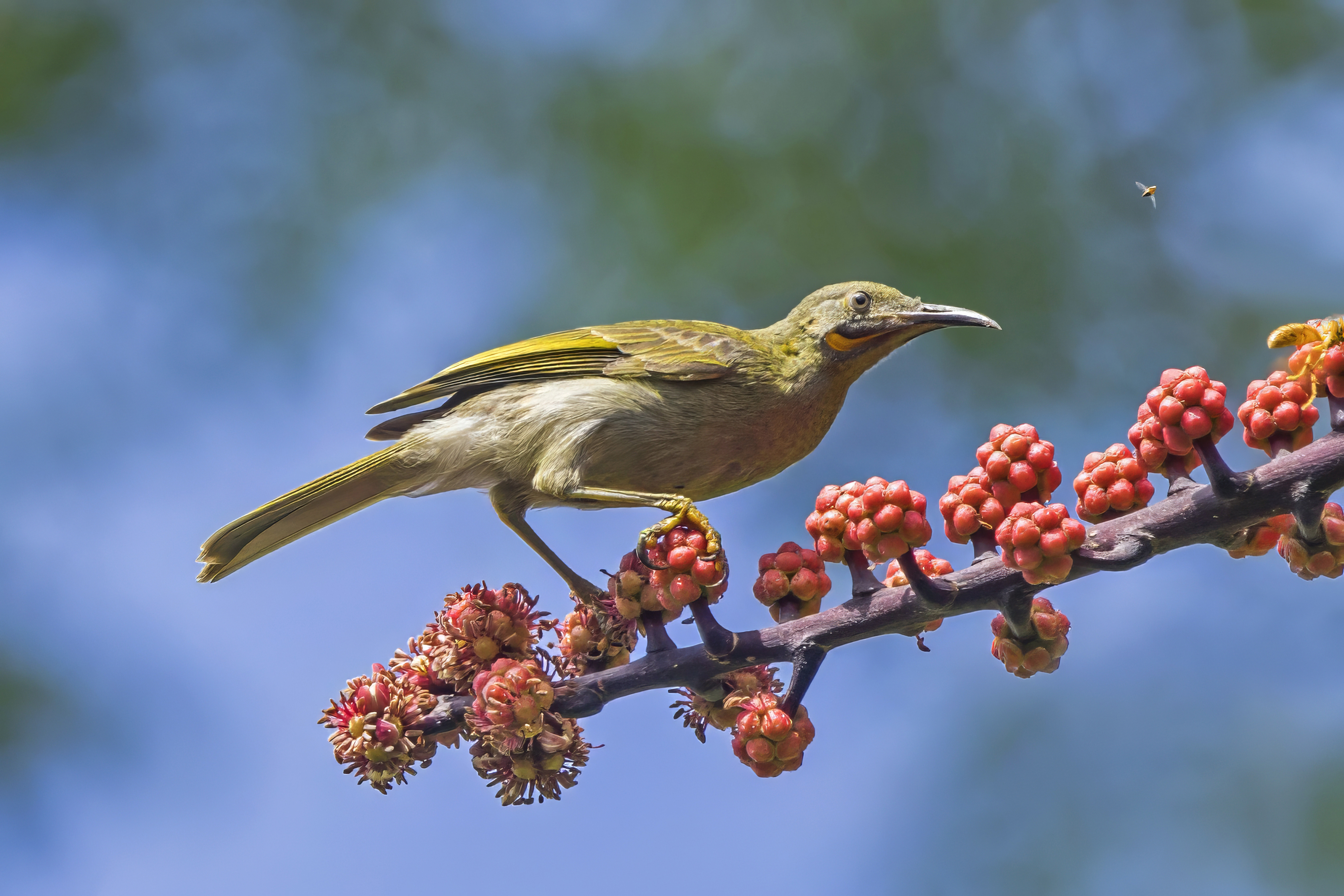
Un Foulehaio procerior se nourrit de ses bourgeons.